# Семюел Ділейні
Семюел Рей Ділейні-молодший (англ. Samuel Ray Delany, Jr, /dəˈleɪni/, нар. 1 квітня 1942) — американський письменник, літературний критик та викладач літератури, найбільше відомий своїми науково-фантастичними творами. Його перу також належать мемуари та есе, зокрема на теми сексуальності.
Делейні отримав за свої твори чотири премії Неб'юла та дві Г'юго. 2002 року його введено в Зали слави наукової фантастики, 2013 року спілка письменників наукової фантастики Америки назвала його 30-м Гросмейстром наукової фантастики.
Серед найвідоміших творів Ділейні романи «Вавилон-17» та «Перетин Ейнштейна», «Нова», «Далґрен», цикл фентезійних оповідань «Повернення до Неверіону». Є серед творів Ділейні й відверто порнографічні, присвячені дослідженню людських сексуальних потягів.

## Життя та доробок
Ділейні народився в Гарлемі у родині бібліотекарки та власника ритуального закладу. Серед його родичів були відомі активісти боротьби за громадянські права. Його дід був першим чорношкірим єпископом Єпископальної церкви.
З дитинства за ним закріпилося ім'я Чіп. Так його звали всі добрі знайомі. Прізвище Delany часто пишуть з помилками навіть англійською мовою, включно з обкладинками власних книжок. У перекладах зустрічаються різні варіанти: Ділейні, Ділені, Делені, Делейні.
1961 року Ділейні одружився з поетесою Мерилін Гекер. В подружжя були періоди, коли вони розходилися й сходилися знову до остаточного розлучення, формально оформленого 1980 року. Вони мали доньку Іву Гекер-Ділейні. Тому, попри те, що Делейні ідентифікував себе ще з молодості гомосексуалом, його часто називають бісексуалом.
Завдяки дружині вже в 20 років Ділейні опублікував свій перший твір «Самоцвіти Ептора». Книга вийшла незабаром після того, як він залишив Сіті Коледж, провчившись тільки один семестр. Між 1962 та 1968 він видав 9 якісних романів та два оповідання, що принесли йому літературні нагороди.
У 1966 Ділейні поїхав без дружини в Європу, провів кілька місяців у Греції та Туреччині, що знайшло відображення в його творах, зокрема в романі «Нова» та в оповіданні «Так, і Гоморра». Потім він жив і грав у комуні фольк-рок музикантів, про що розповів в автобіографічному творі «Небесний сніданок» (1979). З 1968 року почалася тривала перерва в творчості, що затягнулася аж до виходу роману «Далгрен» 1975 року. За цей час він написав два скрипти до коміксів, два оповідання та еротичну повість «Приприви жаги». Він також почав роботу над порнографічним романом «Гоґґ», який тоді опублікувати видавалося абсолютно неможливим. Роман вийшов тільки через 20 років.
Після публікації «Далгрена», що отримав значне визнання й популярність, Ділейні звернувся до фентезі та критики. Попри те, що він не мав диплома, його запросили викладати в Університеті Буффало. Він отримував запрошення й від інших університетів і 11 років обіймав посаду професора порівняльної літератури в Массачусетському університеті в Емгерсті, а з 2001 по 2015 працював в Унівеститеті Темпл.